# 日産・プリンスロイヤル
プリンスロイヤル（Prince Royal）は、日産自動車に吸収合併される以前の旧・プリンス自動車工業が開発し、1967年から1972年にかけて日産自動車が7台を製造し、宮内庁へ納入したセダン型御料車。
日本では数例しか新造例がないセダン型リムジンでもある。開発コードS390-1、型式A70型。

## 歴史

### 開発までの経緯

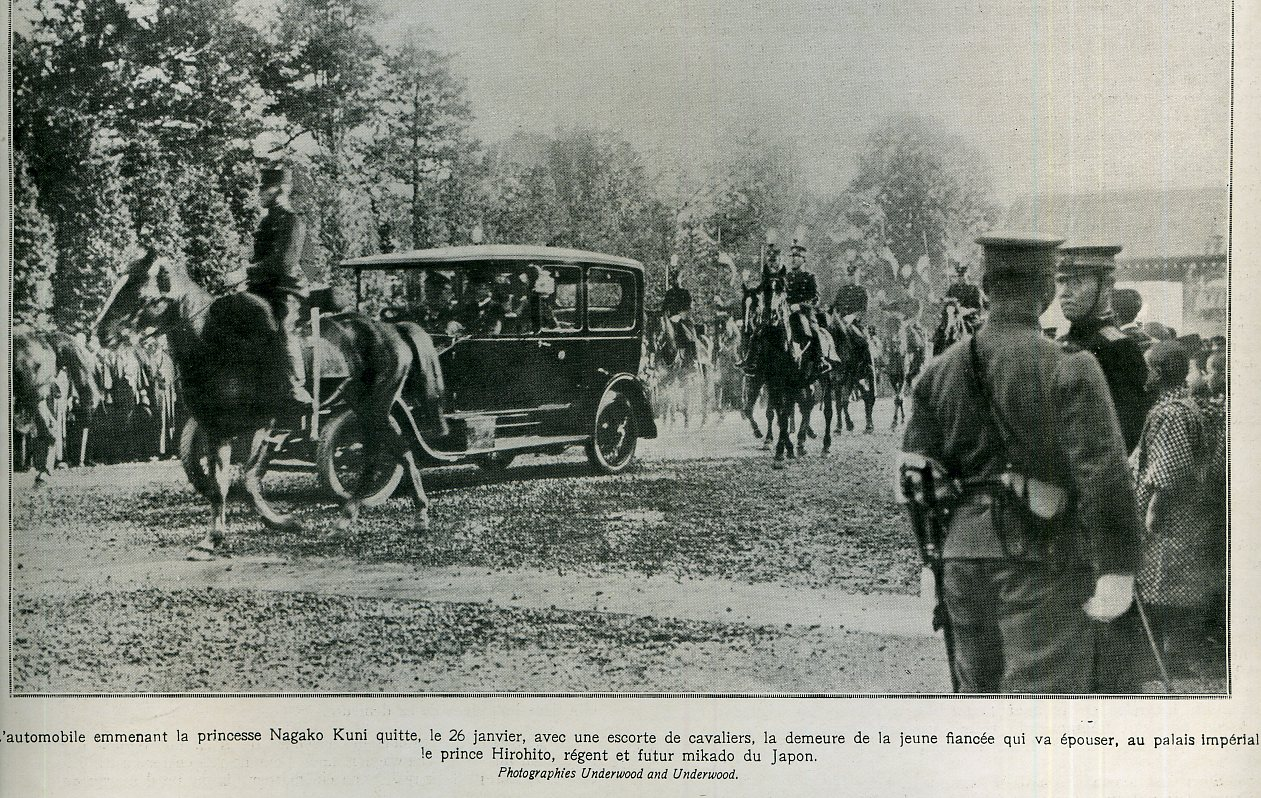
皇太子裕仁親王と良子女王との結婚の儀における御料車のロールス・ロイス・シルヴァーゴースト

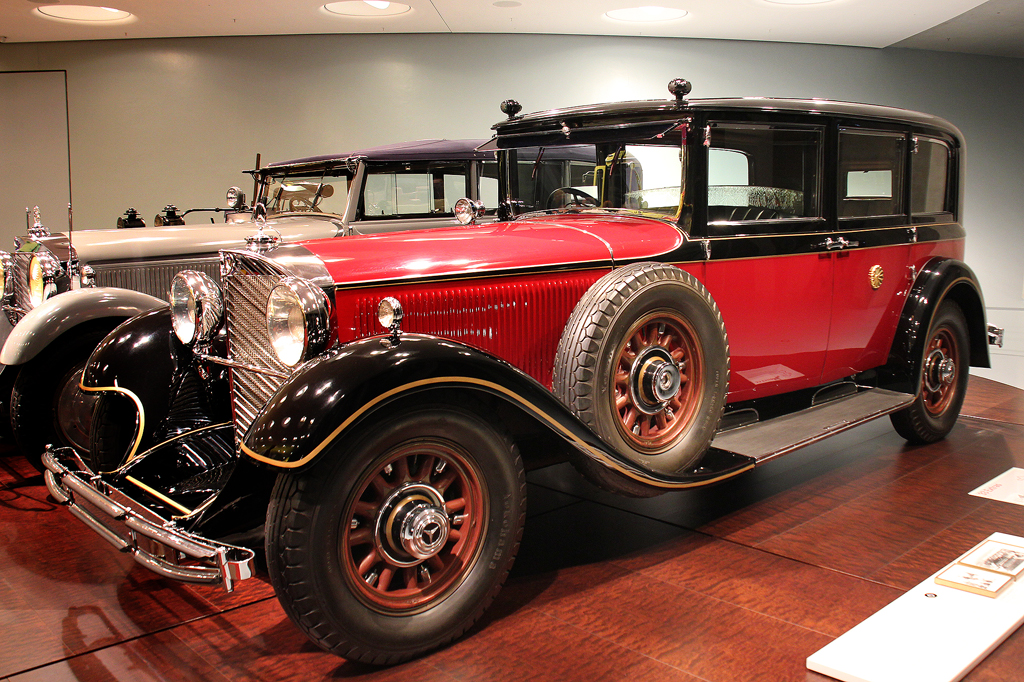
メルセデス・ベンツ博物館に展示されている元御料車のメルセデス・ベンツ770

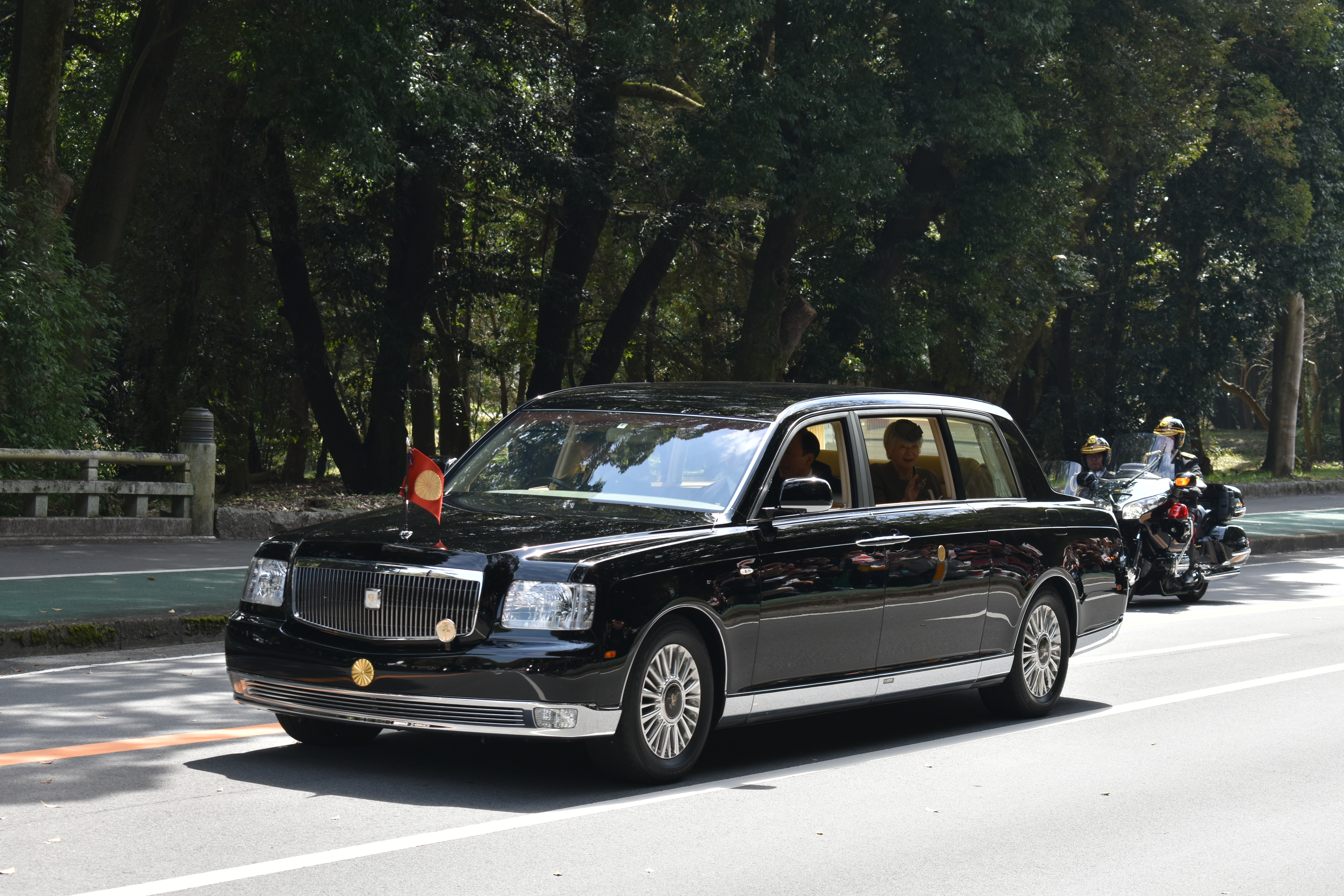
次期御料車のトヨタ・センチュリーロイヤル

日本の皇室は1912年（明治45年/大正元年）、馬車に代えて御料車に自動車を初採用したが、以来、第二次世界大戦前後を通じて、イギリスのデイムラーやロールス・ロイス、ドイツのメルセデス・ベンツ、アメリカのキャデラックなど、一貫して欧米メーカーの実績ある大型高級車を輸入し、その用途に充ててきた。
日本の自動車産業は1910年代から自社でエンジンから車体までを製作できたが、1930年代に至るまで、十分な性能を備えた中・大型乗用車を製造することができなかった。1930年代以降、御料車車体の部分改造程度は日本の特装コーチビルダーでも施工できるようになったが（1932年以降の御料車であるメルセデス・ベンツ・770の一部は、国内のカロッツェリアで車体の再改造を受けている）、シャシなど車両本体そのものは、長らく輸入に頼っていた。
1960年代当時、高度経済成長期において技術水準の向上が著しかった日本の自動車工業界では、御料車を国産車（日本車）でまかなうことができるようになっていた。同様の構想は政府レベルでも持ち合わせており、宮内庁は自動車工業会（当時）へリムジンの開発を依頼した。
開発メーカー選定にあたっては、当時の皇太子明仁親王の自動車趣味が間接的に影響したとされる。明仁親王は自ら乗用車のステアリングを握るドライブ愛好者であり、1954年（昭和29年）にプリンス自動車工業初のガソリン乗用車であるプリンス・セダンの献上を受けて以来、スカイライン（初代 ALSI型）や、当初から高級車を志向して開発されたグロリア（2代目 S40型）など、プリンス車を長く愛用していた。
宮内庁への公用車納入実績も多く、プリンス自動車の会長でありタイヤメーカーのブリヂストンの創業者でもある石橋正二郎が自ら皇室へのアプローチには古くから積極的であったことにより、これらの実績や技術面での評価も伴って、プリンス自動車が1965年（昭和40年）から御料車の開発を担当することになった。

### 開発
開発にあたっては当時の技術の粋を集め、メーカーの枠を超えた協力体制でほぼ日本のみの技術で完成させたが、開発を担当したプリンス自動車は元々技術陣については少数精鋭主義であり、他のメーカーに比べると常に人手が不足がちであった。折しも当時、桜井眞一郎ら乗用車開発チームが一般市販車種の開発で多忙であったため、御料車開発については、普段はトラックなどの商用車に携わっているチームが特命を受けた。
とはいえ、商用車チームのスキルは乗用車チームに負けずとも劣らなかった。プリンスは先進技術採用への積極性と並んで商用車シャシの耐久性の高さでも市場に定評があり、ことに重量過大必至となるリムジンシャシー設計では商用車技術の経験が活かされた。実際に開発途上で常に問題となったのは、車全体の随所で度々補強を強いられることにより、当初想定より車重が増え続けたことへの対処であったという。開発陣は宮内庁とも協議を重ねつつ、比較的短い期間で少数生産用のリムジン設計を完成させた。
開発中にプリンス自動車が日産自動車に吸収合併され、第1号車の納入は吸収合併後になったが、日産自動車では元々受注したプリンス自動車の立場を尊重して「日産・プリンスロイヤル」の車名を与えた。一般向け販売はされず、最終的に7台のみが製造・納品された。宮内庁と外務省（日本万国博覧会開催時に国賓送迎用として2台が納入された。うち1台は1978年に宮内庁に移管）が管理している。1980年11月から翌年3月にかけて1台が寝台車対応のワゴンタイプに改造された。

### 役目を終えて
昭和天皇、上皇明仁の2代にわたって御料車としての任を果たすなど、長らく日本製乗用車の最高級的存在であったが、製造後40年近くが経過して部品交換による維持も難しく、老朽化や所々の腐食が懸念される事態となったことから、製造元の日産自動車は2004年（平成16年）2月、徐々に使用を停止することを宮内庁へ要請した。
1999年（平成11年）に日産はフランスのルノー傘下となり、次期御料車の開発こそ行ったが中止され、納入も辞退したことから、宮内庁は2005年（平成17年）に後継としてトヨタ自動車よりセンチュリーロイヤルの納入が提案されたため、段階的にプリンスロイヤルの使用を止めることを発表した。現在は東京都立川市にある昭和天皇記念館に1台が保存されている。

## 車体
車体は同時期開発のグロリア（3代目 A30型）とイメージを共有する縦2灯デュアルヘッドランプのデザインであるが、実際には小型車規格に収められたグロリアとのボディパーツ共用は一切無い。
日本製乗用車としては最大級のリムジンボディである。最上位リムジンの流儀に沿って乗降性が考慮され、全高は1.8 m近くあり、ボンネットも高いが、デュアルランプと格子状フロントグリルのデザインによって、全体に腰高感を抑えたバランスの取れた容姿に仕上げられている。車両寸法やプロポーションは、同様の用途を想定した1950年代のイギリス製大型高級車と類似するものの、デザインはプリンスのオリジナルであるが、アメリカ車（フォード・スカイライナー、プリムス・フューリー等）の当時流行のデザインを取り入れている。
室内は運転室と座席の間に間仕切があり、侍従用に補助席を持つため乗員は8名。ほぼ手作りに近い品質管理が行われ、内装はウールを使用するなど、当時実現可能な最高の品質が追求された。内装に関しては、前席は耐久性を重んじた革張りを使用し、貴賓席である後席には滑りにくく柔らかな高品質な手触りの毛織物を使用するという、ヨーロッパ製リムジンの伝統的な様式に則っている（後継のセンチュリーロイヤルも同様）。カーエアコンは当初から装備され、ドアや窓ガラスについては防弾対策も施された。
車色（黒の塗料）は自然乾燥させているが、行幸時、群衆が狭い沿道ぎりぎりで御料車を熱狂的に出迎える際、手や小旗で車体を触れられて塗装が傷ついたとしても、翌日の運行に備えて地方の一般的な自動車修理工場程度の設備でも速やかな塗装修復ができるようにとの配慮から、極度に特殊な塗装仕様は用いなかった。これは宮内庁側の配慮を受けたものである。

## 機構
メカニズムは信頼性を最重視し、1960年代以前のロールス・ロイスやアメリカ製高級車などにも通ずる、保守的で堅実な構造に徹している。重装備のリムジンボディを架装できるよう、シャシは頑強なセパレートフレームとした。シャシ類は当時すでに無注油化が進んでいたが、「定期的にメンテナンスできる施設がある」という理由からあえて注油点検できるようにしている。
サスペンションは前輪ダブルウィッシュボーン、後輪はリーフスプリングによる固定車軸式とし、後輪駆動方式を採用するという、一般的で手堅いレイアウトとなった。乗り心地には特段の配慮が為され、異音発生の抑制にも努力が図られた。
エンジンはロイヤルのために特別に開発された排気量6,373cc、V型8気筒OHVのW64型で、日本製の乗用車用エンジンとしては史上最大であり、3トンを超える重量級の車体を長時間連続巡航させ得る性能を確保した。プリンスは、一般市販車では日本の量産乗用車初の直列6気筒SOHCエンジン「G7型」と「G11型」（2.0/2.5L）をいち早く投入するなど高速エンジン路線を推し進めていたが、ロイヤル用W64型の場合は、排気量が格段に大きいモデルということもあり、当時世界の高級リムジンで採用例の多かったV型8気筒とする堅実路線を採った。
燃料供給は開発当時、まだ燃料噴射装置が一般化しておらず、大容量キャブレターに依った。ブローバイガス処理など、当時問題になり始めていた排出ガス対策には可能な範囲で対処している。
ステアリングはリサーキュレーティング・ボール式で、パワーステアリング機構を装備し重量車体の操縦に備えた。ブレーキも大容量型の総輪ドラムブレーキ（前輪ツーリーディング、後輪デュオサーボ）とされている。
トランスミッションはコラムシフトの3速AT（自動変速機）だが、アメリカ合衆国のマッスルカーにも比肩する大出力エンジンに対処でき、信頼性も確保された大容量ATを自力で製造することは、日本製の自動車用AT自体が発展途上であった当時、コストと技術の両面から非現実的であった。このため純国産の方針からは外れるが、やむを得ず大容量自動変速機の量産・実用実績があるアメリカのメーカーから変速機を輸入調達することになった。実際に採用されたものは、ゼネラルモーターズ（GM）が量産していた「スーパータービン」シリーズの3速AT「スーパータービン400」である。これは外国車輸入会社の最大手であったヤナセ社長・梁瀬次郎らの協力・提言を得て公式に調達したもので。当時のGM製自動変速機としてはやや旧式なユニットだったが、同じGMの最新型よりも信頼性が高いことを重視して採用された。
使用時の故障が許されない御料車という特殊用途のため、燃料系とブレーキ配管は二重化されるなど、危機管理に万全を期している。またパレードなどでの連続低速走行が多くなることを想定し、ラジエーターを大型化してオーバーヒートを防ぐ対策も採られている。

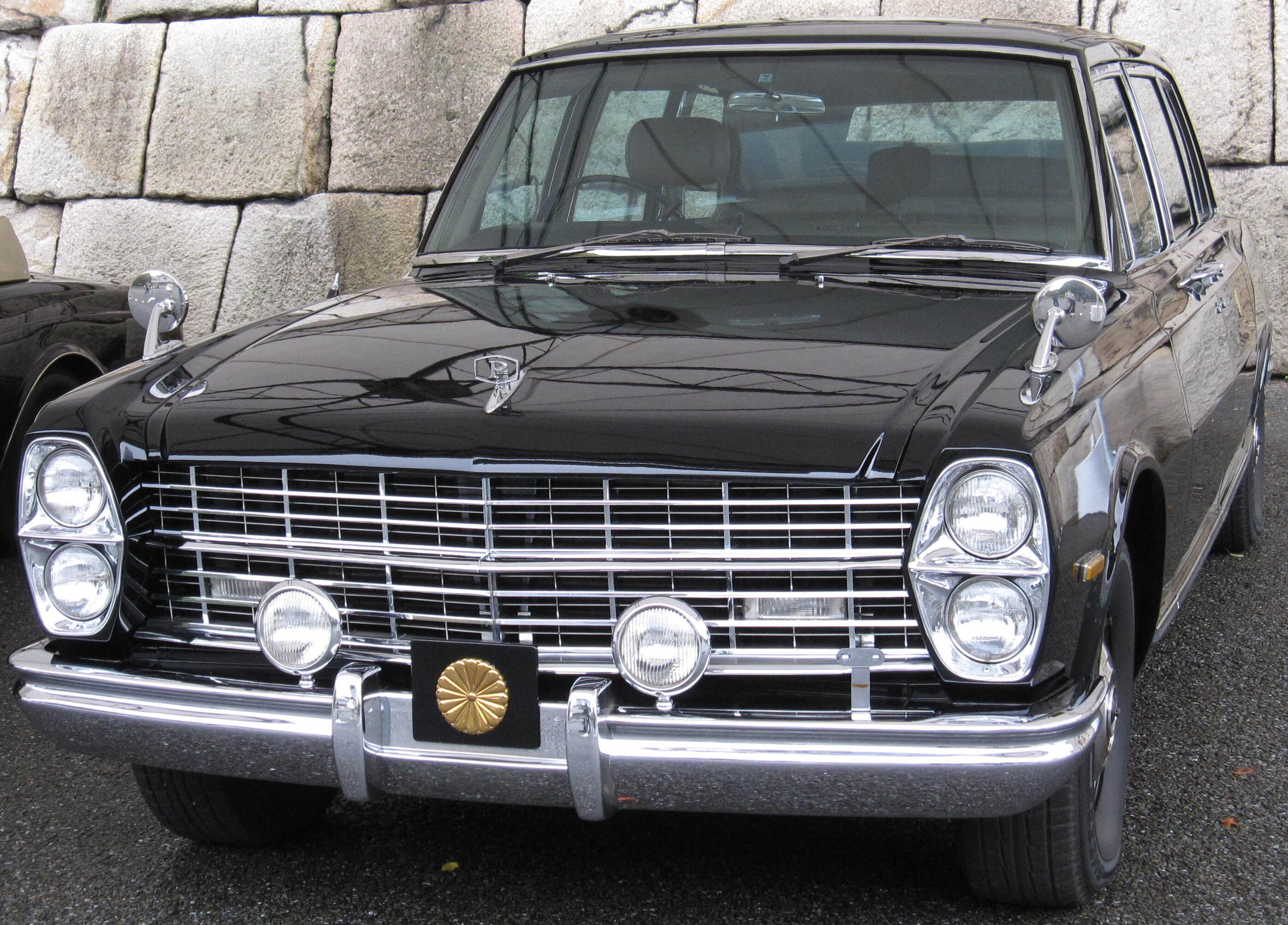
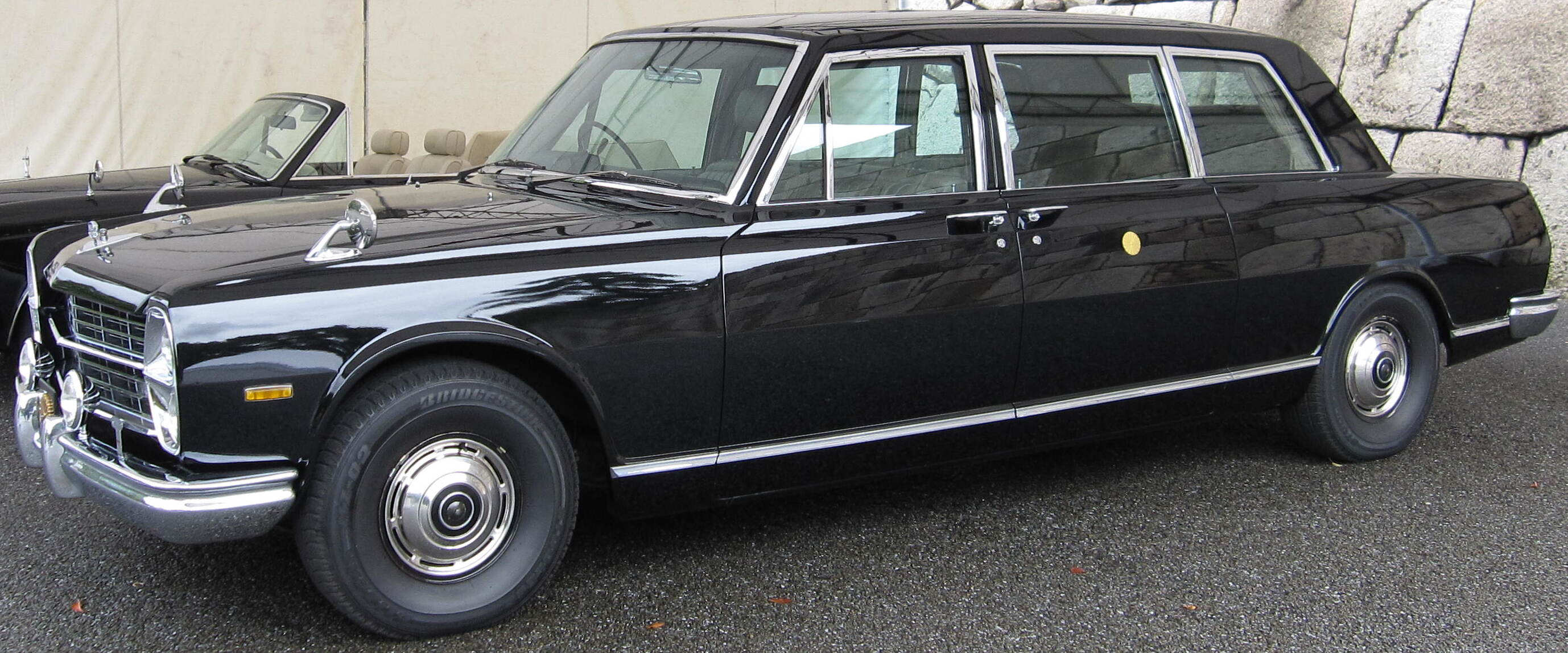
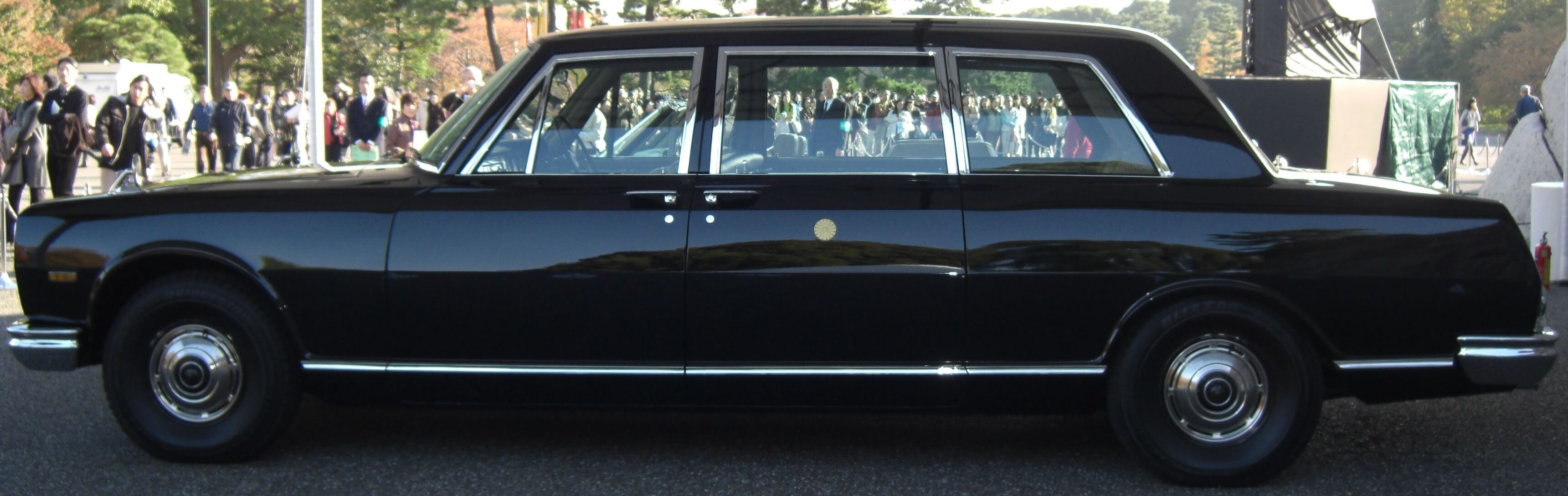